# Cmentarz św. Józefa w Olsztynie
Cmentarz św. Józefa w Olsztynie – cmentarz założony w 1904 pomiędzy drogą do Starkowa (obecnie ul. Rataja) a ul. Wadąską (obecnie ul. Jagiellońska) w Olsztynie. W latach 1912–1913 w bezpośrednim sąsiedztwie cmentarza wybudowano kościół pod wezwaniem św. Józefa. Do 1924 cmentarz formalnie należał do parafii św. Jakuba, następnie do parafii św. Józefa. 
W 1921 wybudowana została kaplica cmentarna, która spłonęła w 1996.

Cmentarz został zamknięty w 1962. Od 1984 znajduje się w rejestrze cmentarzy zabytkowych.
Na cmentarzu znajduje się m.in. grób gen. Franciszka Ksawerego Ostrowskiego.